# Березюк, Анатолий Михайлович
Анато́лий Миха́йлович Березю́к (28 августа 1950, Бобруйск, Могилёвская область, БССР, СССР — 21 апреля 2020) — советский боксёр, представитель первой средней весовой категории. Выступал на всесоюзном уровне в 1970-х годах, двукратный чемпион СССР, победитель и призёр турниров международного значения, мастер спорта СССР международного класса. Также известен как тренер, спортивный функционер, вице-президент Ассоциации профессионального бокса Беларуси.

## Биография
Анатолий Березюк родился 28 августа 1950 года в городе Бобруйске Белорусской ССР. В детстве серьёзно занимался гимнастикой, греблей на байдарках и каноэ, но в конечном счёте сделал выбор в пользу бокса. Проходил подготовку в секции добровольного спортивного общества «Спартак» под руководством заслуженного тренера БССР Леонида Аксельрода.
Впервые заявил о себе в 1970 году, выиграв международный турнир в Минске. Принимал участие в V летней Спартакиаде народов СССР, но сумел дойти здесь лишь до стадии четвертьфиналов, проиграв Анатолию Хохлову.
Первого серьёзного успеха на взрослом всесоюзном уровне добился в сезоне 1972 года, когда выступил на чемпионате СССР в Москве и одержал победу в зачёте первой средней весовой категории, в том числе в полуфинале взял реванш у Анатолия Хохлова. Рассматривался как основной кандидат на участие в летних Олимпийских играх в Мюнхене, однако тренерский штаб сборной во главе с Анатолием Степановым отдал предпочтение Хохлову.
На чемпионате СССР 1974 года в Ижевске Березюк вновь одолел всех своих соперников в первом среднем весе и завоевал награду золотого достоинства. В 1975 году был лучшим на чемпионате мира среди военнослужащих социалистических стран в КНДР, где в финале взял верх над Олегом Лифановым, и на международном турнире в Москве. Последний раз показал сколько-нибудь значимый результат на всесоюзном уровне в сезоне 1976 года, когда на чемпионате СССР в Свердловске стал бронзовым призёром, потерпев поражение от Валерия Рачкова.
В общей сложности провёл в любительском олимпийском боксе 257 боёв, из них 240 окончил победой, в том числе 34 нокаутом и 97 за явным преимуществом. За выдающиеся спортивные достижения удостоен почётного звания «Мастер спорта СССР международного класса».
Окончил Белорусский государственный университет физической культуры. После завершения спортивной карьеры работал тренером в родном Бобруйске, занимался административной работой, в течение многих лет занимал должность вице-президента Ассоциации профессионального бокса Беларуси.